# Michael Koenig
Michael Koenig, ou König, est un astronome amateur allemand.
Le Centre des planètes mineures le crédite de la découverte de deux astéroïdes, effectuées en 2007.
| (246171) Konrad         | 4 septembre 2007  |
| (300334) Antonalexander | 12 septembre 2007 |